# Arima Naozumi
Arima Naozumi est un nom japonais traditionnel ; le nom de famille (ou le nom d'école), Arima, précède donc le prénom (ou le nom d'artiste).
Arima Naozumi (有馬 直純, 1586-3 juin 1641) est le fils ainé du daimyo kirishitan Arima Harunobu. Enfant, il est baptisé du nom « Miguel » (ミゲル). Né au château de Hinoe à Shimabara, ses parents l'envoient travailler auprès de Tokugawa Ieyasu à l'âge de 15 ans. Il épouse Marta (マルタ), nièce de Konishi Yukinaga. Toutefois, afin de s'attirer les faveurs de Ieyasu, il divorce de sa femme chrétienne et épouse Kuni-hime, la fille adoptive de Ieyasu en 1610. En 1612, il hérite de la terre de son père d'une valeur de 40 000 koku située à Shimabara lorsque son père est exécuté pour son rôle dans l'incident d'Okamoto Daihachi. Tokugawa Ieyasu ordonne la persécution des chrétiens au Japon et Naozumi abandonne immédiatement sa croyance chrétienne, exile son ex-épouse et secrètement tue ses deux demi-frères, Francisco (フランシスコ), âgé de 8 ans et Mathias (マティアス), âgé de 6 ans.
Cependant, il est insatisfait des révoltes et chaos constants en raison de la persécution des chrétiens et demande au shogunat de le transférer à Nobeoka dans la province de Hyuga. Lorsque la rébellion de Shimabara éclate dans son ancien han en 1637, il répond à l'appel du shogunat et emmène un détachement de 4 000 hommes pour réprimer la rébellion. Il meurt en 1641 au cours de son sankin kotai à Osaka.

## Source de la traduction
- (en) Cet article est partiellement ou en totalité issu de l’article de Wikipédia en anglais intitulé « Arima Naozumi » (voir la liste des auteurs).